# Les Voyages de Gulliver (film, 1960)
Pour l’article homonyme, voir Les Voyages de Gulliver (homonymie).
Pour plus de détails, voir Fiche technique et Distribution.
Les Voyages de Gulliver (The 3 Worlds of Gulliver) est un film fantastique britanno-américain, réalisé par Jack Sher, et sorti en 1960.
C'est une adaptation du roman Les Voyages de Gulliver de Jonathan Swift.

## Synopsis
Gulliver, naufragé d'un navire coulé par la tempête, aborde les plages de Lilliput. Géant au pays des Lilliputiens, Gulliver débarque dans un royaume où la guerre fait rage.

## Fiche technique
- Titre : Les Voyages de Gulliver
- Titre original : The 3 Worlds of Gulliver
- Réalisation : Jack Sher
- Effets spéciaux visuels : Ray Harryhausen
- Scénario : Arthur A. Ross et Jack Sher, d'après le roman de Jonathan Swift, Les Voyages de Gulliver (Gulliver's Travels)
- Production : Charles H. Schneer pour la Morningside Productions
- Photographie : Wilkie Cooper
- Musique : Bernard Herrmann
- Décors : Derek Barrington et Gil Parrondo
- Costumes : Eleanor Abbey
- Montage : Raymond Poulton
- Pays de production : Royaume-Uni, États-Unis
- Format : Couleur (Eastmancolor) - 1,66:1
- Durée : 100 minutes
- Date de sortie : 
  - États-Unis : 16 décembre 1960

## Distribution
- Kerwin Mathews (VF : Bernard Woringer) : Dr Lemuel Gulliver
- Jo Morrow (VF : Gilberte Aubry) : Gwendolyn
- June Thorburn : Elizabeth
- Lee Patterson (VF : Serge Lhorca) : Reldresal
- Grégoire Aslan (VF : André Valmy) : le roi Brob
- Basil Sydney (VF : Pierre Leproux) : l’empereur de Lilliput
- Charles Lloyd Pack (VF : Albert Médina) : Makovan
- Martin Benson ( VF : Jean Berton) : Flimnap
- Mary Ellis (VF : Hélène Tossy) : la reine de Brobdingnag
- Sherry Alberoni (VF : Marie-Martine) : Glumdalclitch
- Marian Spencer (VF : Lita Recio) : l’impératrice de Lilliput
- Peter Bull : Lord Bermogg
- Alec Mango : le premier ministre de Lilliput

Acteurs non crédités
- Doris Lloyd : Mme Dewsbury
- Noel Purcell : le capitaine Pritchard